# Zimtstern

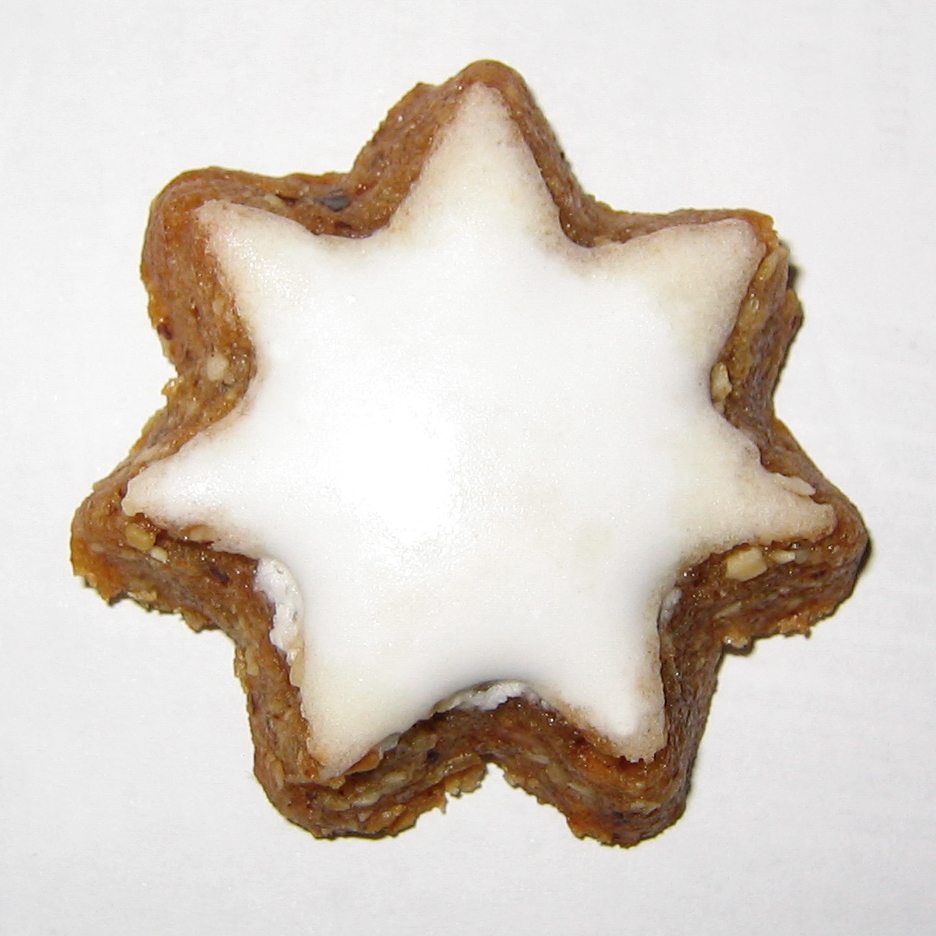
Ein klassischer Zimtstern

Zimtsterne sind ein aus Schwaben stammendes Weihnachtsgebäck aus Eischnee (Eiklar), Zucker, mindestens 25 % Mandeln, Zimt und höchstens 10 % Mehl.
Aus den Zutaten wird ein kompakter Teig gefertigt, der sich gut ausrollen lässt. Nach dem Abtrocknen wird eine Eiweißglasur aufgetragen und die Sterne werden ausgestochen. Diese werden auf Backblechen bei schwacher Hitze gebacken, wobei die Eiweißglasur nur gerinnt und keine Farbe annimmt.
Nach alten Kochbüchern wird das Eiklar zur Lockerung aufgeschlagen und unter den Teig gehoben. Ebenso wird die Glasur aus Eiklar und Zucker (Baiser) aufgeschlagen. Dieses Verfahren ist heute nicht mehr verbreitet.